# Alena Skryhan
Alena Mikałajeuna Skryhan (biał. Алена Мікалаеўна Скрыган, ros. Елена Николаевна Скриган, Jelena Nikołajewna Skrigan; ur. 2 stycznia 1947 w Wialikiej Rajouce) – białoruska nauczycielka, komunistyczna działaczka partyjna i polityczka, deputowana do Rady Najwyższej Republiki Białorusi XIII kadencji, od 1997 roku sekretarz Komitetu Centralnego Partii Komunistów Białoruskiej.

## Życiorys

### Młodość i praca
Urodziła się 2 stycznia 1947 we wsi Wialikaja Rajouka, w rejonie kopylskim obwodu bobrujskiego Białoruskiej SRR, ZSRR. W 1970 roku ukończyła studia na Wydziale Filologii Białoruskiego Uniwersytetu Państwowego im. Lenina. W latach 1970–1975 pracowała jako nauczycielka języka i literatury rosyjskiej w Szkole Średniej w Cimkawiczach. Od 1972 roku należała do Komunistycznej Partii Związku Radzieckiego – Komunistycznej Partii Białorusi (KPB). W latach 1975–1980 była przewodniczącą Kopylskiego Rejonowego Komitetu Związku Zawodowego Pracowników Oświaty. W latach 1980–1991 pełniła funkcję kierowniczki Wydziału Propagandy, sekretarza, II sekretarza, I sekretarza Kopylskiego Komitetu Rejonowego KPB. W latach 1992–1996 pracowała jako kierowniczka Wydziału Pomocy Społecznej Kopylskiego Rejonowego Komitetu Wykonawczego. Od grudnia 1996 do co najmniej 1999 roku była bezrobotna. Od 1991 roku należała do Partii Komunistów Białoruskiej, a od 1997 roku pełniła funkcję sekretarza jej Komitetu Centralnego.

### Działalność parlamentarna
W drugiej turze wyborów parlamentarnych 28 maja 1995 roku została wybrana na deputowaną do Rady Najwyższej Republiki Białorusi XIII kadencji z Kopylskiego Okręgu Wyborczego Nr 188. 9 stycznia 1996 roku została zaprzysiężona na deputowaną. Od 23 stycznia pełniła w Radzie Najwyższej funkcję członkini, a potem zastępczyni przewodniczącego Stałej Komisji ds. Polityki Socjalnej i Pracy. Była zastępczynią szefa frakcji komunistów. Od 3 czerwca była członkinią grupy roboczej Rady Najwyższej ds. współpracy z Bundestagiem Republiki Federalnej Niemiec.
Alena Skryhan była jedną z deputowanych, którzy nie zostali dopuszczeni do udziału w zorganizowanym 19–20 listopada 1996 roku przez prezydenta Alaksandra Łukaszenkę I Wszechbiałoruskim Zgromadzeniu Ludowym. Zaraz potem potępiła organizację Zgromadzenia jako wydarzenia o charakterze niedemokratycznym, którego uczestnicy nie byli wybierani, a wyznaczani. 27 listopada 1996 roku, po dokonanej przez Łukaszenkę kontrowersyjnej i częściowo nieuznanej międzynarodowo zmianie konstytucji, nie weszła w skład utworzonej przez niego Izby Reprezentantów Zgromadzenia Narodowego Republiki Białorusi I kadencji. Zgodnie z Konstytucją Białorusi z 1994 roku jej mandat deputowanej do Rady Najwyższej zakończył się 9 stycznia 2000 roku; kolejne wybory do tego organu jednak nigdy się nie odbyły.

## Życie prywatne
Alena Skryhan jest wdową, ma córkę i wnuka.